# Namibische Frauen-Rugby-Union-Nationalmannschaft
Die namibische Frauen-Rugby-Union-Nationalmannschaft repräsentiert Namibia in der Rugby Union bei den Damen.

## Geschichte
Die Mannschaft spielte ursprünglich ab 2013 unter dem Dach der Namibia Women’s Rugby Association und war somit nicht direkt Teil der landesweiten Dachorganisation Namibia Rugby Union (NRU). Sie wechselte später zur NRU.

## Spiele
Die Damen-Rugby-Nationalmannschaft Namibias bestritt am 19. Oktober 2013 ihr erstes internationales Spiel. Dieses wurde mit 31 zu 10 gegen die Auswahl Botswanas gewonnen. Anschließend trat die Mannschaft über Jahre nicht an, ehe sie Ende 2021 gegen Sambia eine Niederlage einstecken musste.
Die Nationalmannschaft nahm 2022 erstmals an einem internationalen Turnier teil. Bei der Frauen-Rugby-Union-Afrikameisterschaft in Südafrika gab es zwei klare Niederlagen gegen den Gastgeber sowie die Auswahl Simbabwes.